# Carte postale Sanke
Les cartes postales Sanke sont une série de cartes postales éditées dans les années 1910 par l'éditeur allemand Willi Sanke et centrées sur le thème de l'aviation. Environ 900 cartes de cette collection furent publiées jusqu'en 1918. Avant la Première Guerre mondiale, elles se concentrent surtout sur les pionniers allemands de l'aviation (y compris les femmes, comme Melli Beese) et leurs appareils. Avec le développement de l'aviation militaire au cours de la Première Guerre mondiale, les cartes postales Sanke participent à la glorification des pilotes de chasse allemands, particulièrement les récipiendaires de la croix Pour le Mérite, ou les as récemment tués. La plupart des as allemands de la Première Guerre mondiale eurent une carte Sanke à leur effigie, ce qui en fait une source iconographique importante. Max Immelmann et Oswald Boelcke firent même chacun une vingtaine d'apparitions dans la collection.

## Galerie

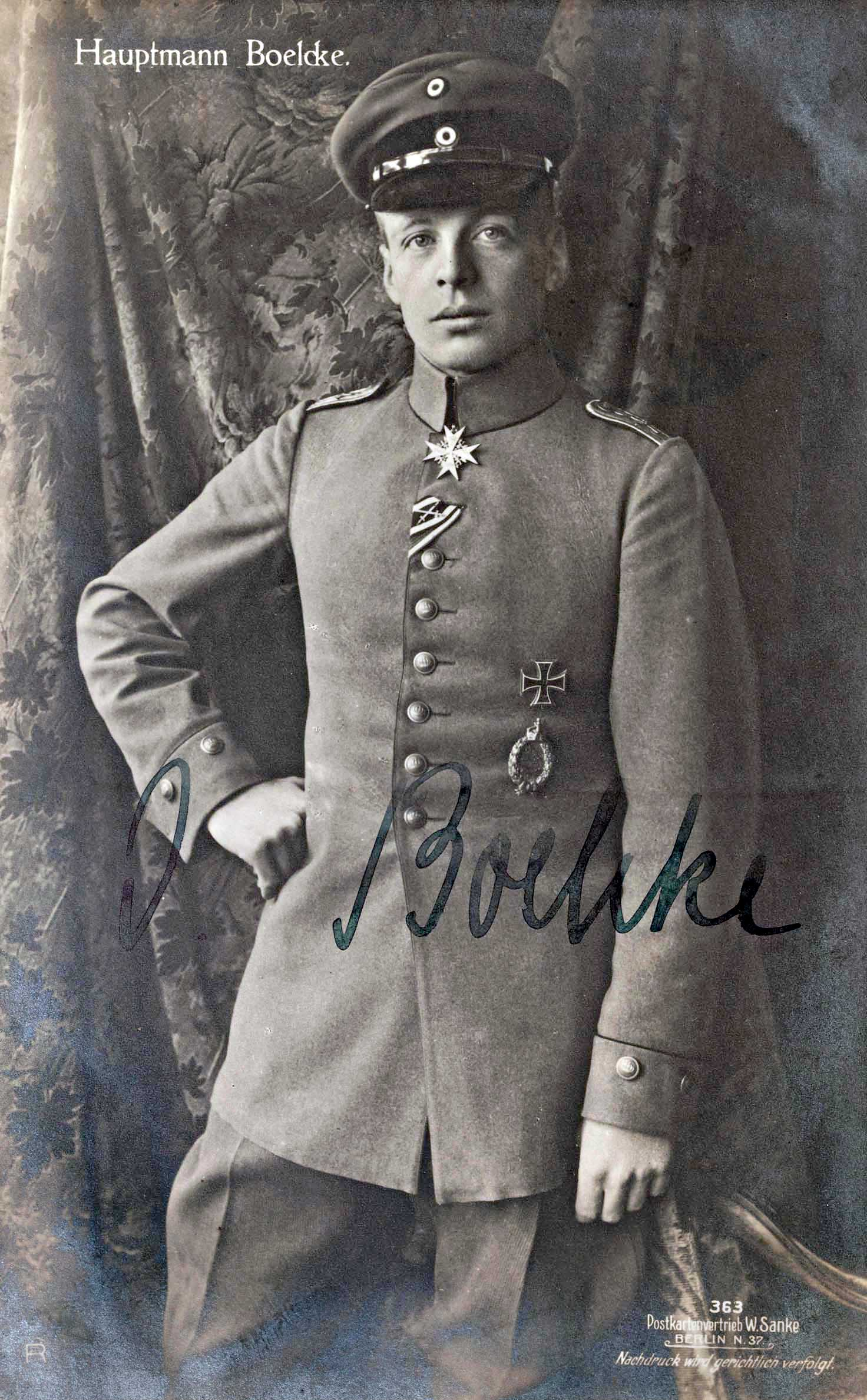
Oswald Boelcke
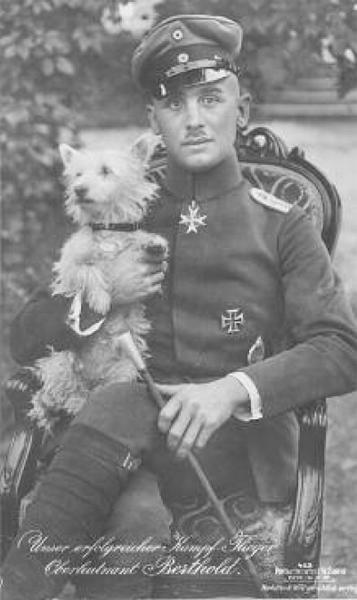
Rudolf Berthold
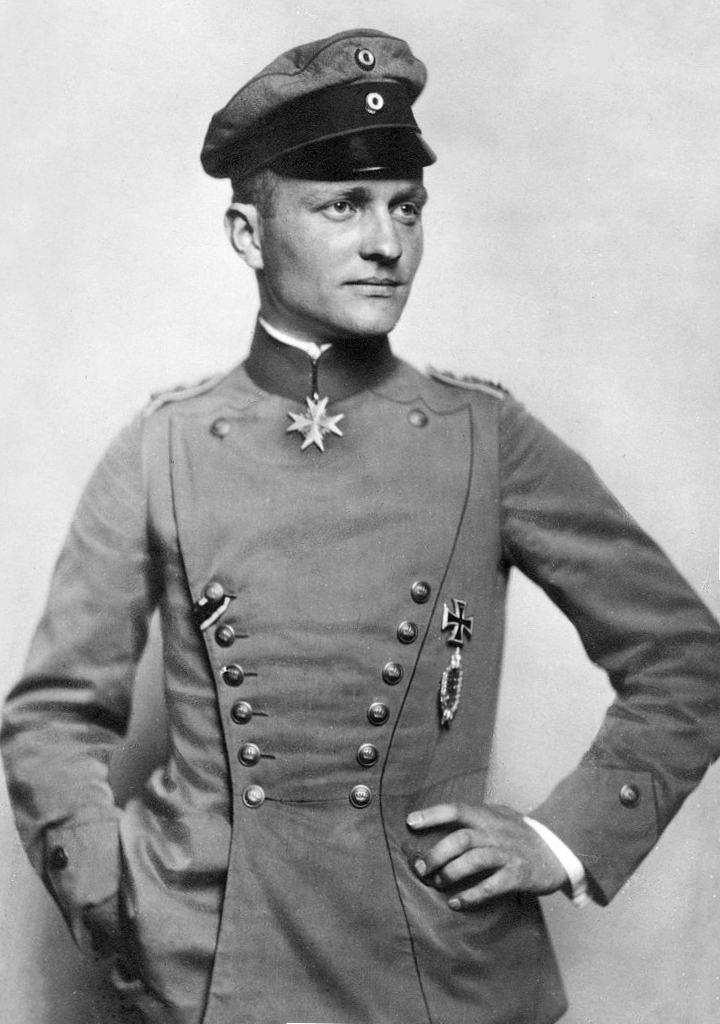
Manfred von Richthofen
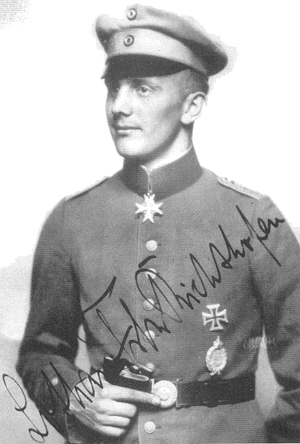
Lothar von Richthofen
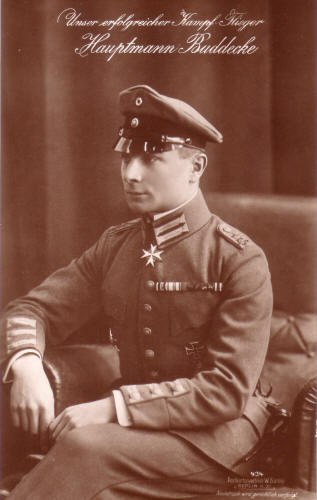
Hans-Joachim Buddecke
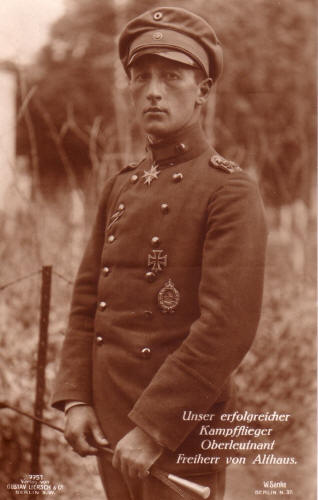
Ernst von Althaus